# Tipula immsiana
Tipula immsiana är en tvåvingeart som beskrevs av Alexander 1970. Tipula immsiana ingår i släktet Tipula och familjen storharkrankar. Inga underarter finns listade i Catalogue of Life.